# Cultura polonesa durante a Segunda Guerra Mundial
A cultura polonesa durante a Segunda Guerra Mundial foi suprimida pelas potências ocupantes da Alemanha Nazista e a União Soviética, ambas hostis ao povo e à cultura da Polônia. Políticas voltadas para o genocídio cultural resultaram na morte de milhares de acadêmicos e artistas, e no roubo e destruição de inúmeros artefatos culturais. Os "maus-tratos aos poloneses foram uma das muitas maneiras pelas quais os regimes nazista e soviético cresceram para se parecerem", escreveu o historiador britânico Niall Ferguson.
Os ocupantes saquearam e destruíram grande parte do patrimônio histórico e cultural da Polônia, enquanto perseguiam e assassinavam membros da elite cultural polonesa. A maioria das escolas polonesas foram fechadas e as que permaneceram abertas viram seus currículos alterados significativamente.
No entanto, organizações clandestinas e indivíduos — em particular o Estado subterrâneo polonês — salvaram muitos dos tesouros culturais mais valiosos da Polônia e trabalharam para salvar o máximo possível de instituições e artefatos culturais. A Igreja Católica e indivíduos ricos contribuíram para a sobrevivência de alguns artistas e suas obras. Apesar da severa retribuição dos nazistas e soviéticos, as atividades culturais underground polonesas, incluindo publicações, concertos, teatro ao vivo, educação e pesquisa acadêmica, continuaram durante a guerra.